# حبارى هندية عملاقة
حُبَارَى هندية عملاقة (الاسم العلمي: Ardeotis nigriceps)، نوع من الطيور المنتمية إلى فصيلة الحباريات. توجد في شبه القارة الهندية. هو طائر كبير ذو جسم أفقي وأرجل عارية طويلة، مما يعطيه مظهرًا يشبه النعامة، هذا الطائر من بين أثقل الطيور الطائرة. هو شائع في السهول الجافة في شبه القارة الهندية ، قُدر ما يصل إلى 150 فردًا على قيد الحياة في عام 2018 (حيث قُدر عددها في عام 2011 بنحو 250 فردًا) ويواجه هذا النوع من الحيوانات خطرًا كبيرًا بسبب الصيد وفقدان موائله، والتي تتكون من مساحات كبيرة من المراعي الجافة والأجمات. غالبًا ما يتم العثور على هذه الطيور في ذات الموئل الذي يوجد فيه الظبي الأسود. وهي طيور محمية بموجب قانون حماية الحياة البرية لعام 1972 في الهند.